# George Pauli
George Pauli (Vlissingen, 17 maart 1923 - Warmond, 4 februari 2003) was een Nederlands militair officier en intendant van de koninklijke paleizen.

## Biografie
Pauli was Engelandvaarder, marine-officier en kapitein ter zee-vlieger. Daarna werd hij in 1961 adjudant van prins Bernhard (tot 1965) en vervolgens adjudant in buitengewone dienst van de koningin en later intendant van de koninklijke paleizen. Als intendant van de koninklijke paleizen nam hij de boeken Het Huijs int Bosch (1985) en Het huys int' noorteynde (1987) in ontvangst.
Hij werd in 1965 officier in de Huisorde van Oranje en in 1988 ontving hij het Groot Erekruis, een in de periode 1969-2010 slechts twaalfmaal verleende onderscheiding.
1. ↑  Nationaal Archief | CABR Wachtrij. gatekeeper.nationaalarchief.nl. Geraadpleegd op 5 januari 2025.